# 艾尔开牙·多力开
艾尔开牙·多力开（？—），新疆塔县人，女，塔吉克族，中共党员，中国首位塔吉克族列车乘务员。
生于今新疆塔县瓦恰乡。2019年，大学毕业后通过新疆铁路帮扶贫困人口就业计划考入中国铁路乌鲁木齐局集团。同年，因《人民日报》海外版的报道——《帕米尔高原走出首位塔吉克族列车员》而受到广泛关注。2020年，接受中央广播电视总台《我的新疆日记》纪录片栏目组采访。